# Charles Scott Sherrington
Charles Scott Sherrington PRS (Islington, 27 de novembro de 1857 — Eastbourne, 4 de março de 1952) foi um histologista, microbiologista e patologista britânico.
Foi um neurofisiologista e patologista. Foi agraciado com o Nobel de Fisiologia ou Medicina de 1932, por descobertas na área da neurologia.
Para além do seu trabalho científico, Sherrrington era um homem de amplos interesses e realizações: biógrafo, historiador da medicina, poeta, desportista e bibliófilo. Também exprimiu a sua veia filosófica sobretudo no livro - O Homem e a sua Natureza - transcrição das Palestras Gifford que proferiu em 1937-1938. Foi altamente crítico em toda a sua vida e ao seu próprio trabalho, casou-se com Ethel Mary, a filha mais nova de John Ely Wright, de Preston Mamor, Suffolk. Ela era uma leal companheira e alegre, mas acabou falecendo em 1933, já ele faleceu com 95 anos de idade com as suas faculdades mentais preservadas.

## Formação académica
Iniciou os seus estudos em medicina no Colégio Real de Cirurgia de Inglaterra, tendo passado pelo St Thomas Hospital em 1876. Frequentou a Universidade de Cambridge, onde estudou com Sir Michael Foster. Também teve como mestre John Newport Langley, que na época era quem mais se interessava pela fisiologia das estruturas anatômicas. Em 1885 formou-se em Medicina e Cirurgia por Cambridge.

## Vida profissional
Sherrington foi um notável investigador na área neurológica, tendo-se estreado no Sétimo Congresso Internacional de Medicina, em 1881. Entre 1884 e 1885 trabalhou Goetz em Estrasburgo. Depois viajou até Berlim para se encontrar com Rudolf Virchow. Este encaminhou-o para Robert Koch para aprender técnicas laboratoriais de bacteriologia, por um ano. Em 1891 foi nomeado superintendente do Instituto Brown - Instituto Avançado de Fisiologia e Patologia da Universidade de Londres. Aí aprofundou os seus estudos neurofisiológicos. Em 1895 ocupou a cátedra de Fisiologia da Universidade de Liverpool. Chegou à Universidade de Oxford, onde sempre ambicionou chegar. Aí deixou bons frutos nos seus discípulos, os quais também foram laureados com o Nobel: John Eccles, Ragnar Granit e Howard Florey. Em 1936 aposentou-se e regressou à sua terra natal Ipswich. manteve ainda por muito tempo correspondência com os seus discípulos. De 1944 a 1952, ano da sua morte, desempenhou funções de presidente do Museu de Ipswich.

## Investigações neurofisiológicas
Estudos da espinal medula e das raízes motoras e sensitivas. Mapeamento dos dermátomos sensoriais. Descoberta da placa motora na contractura reflexa muscular. Estudo do sistema nervoso no animal (gato, cão e macaco), sobretudo os mecanismos do arco-reflexo. Mostrou que a excitação de um grupo muscular era inversamente proporcional à excitação do grupo muscular oposto, a relação excitação-inibição. 
A profundidade e natureza metódica do esclarecimento sobre os mecanismos da espinal medula, com Sherrington, atingem um nível nunca antes alcançado. Tal deve-se mais à sua excepcional capacidade de investigação experimental e extraordinário brilhantismo intelectual, do que propriamente a progressos tecnológicos. Em 1902, com Grünbaum, faz a primeira descrição pormenorizada da extensão espacial da área motora cerebral, a qual nunca se estendia para trás do sulco central. Ficou estabelecido sem equívoco que partes diferentes do córtex são especializadas diferentes funções. Em 1910 publicou a sua grande comunicação, com cerca de cem páginas, acerca do arco reflexo e flexão-extensão dos membros. Este trabalho lançou as bases conceptuais do reflexo da marcha e da postura.

## Contribuições para a física do corpo humano
Charles Scott Sherrington Médico, fisiologista e professor de patologia da Universidade de Londres, nasceu em Londres, na cidade de Islington. Interessou-se pela neurologia após estudos sobre a histologia dos cérebros dos cães. Levando-o a desenvolver bases da organização do sistema nervoso central relacionado aos mamíferos. Com isso esclareceu o termo sinapse (comunicação de dois neurônios) e explicou  os reflexos espinhais ,sendo considerado o fundador da Moderna Fisiologia Nervosa. Além disso, em 1900, Serrington concluiu que o cerebelo é  o gânglio da cabeça do sistema proprioceptivo. Diante de todas as contribuições para o entendimento das funções dos neurônios, ganhou o prêmio Nobel em Medicina, em 1932.
Em sua carreira Sherrington se aplicou ao estudo mais anatômico sobre a inervação dos músculos esquelético, na qual descobriu que a cada um terço das fibras de um nervo muscular são aferentes e somente dois terços das fibras, são fibras motoras. Este trabalho na época possibilitou uma nova visão para o campo dos nervos dos músculos esqueléticos.
Outro estudo que lhe conferiu grande destaque entres os intelectuais, foi o Tônus muscular e a Ação reflexa. Em que através de experimentos em animais descobriu que os fusos musculares iniciavam o reflexo de estiramento, no qual a medula espinhal subsidiava a porção mais simples no sistema nervoso em mamíferos. Assim  em seu aprofundamento em arco reflexo revelara que os nervos aferentes e eferentes se conectavam por uma membrana ao centro da massa cinzenta do cérebro a qual ele denominou como sinapse em 1887. Também em 1906 Sherrington observou que a ação reflexiva era causada por três fatores distintos desempenhadas por estruturas singulares: iniciação (receptor), condução (condutor) e efeito final (efetor), posteriormente chamada de Arco reflexo.
Em 1915 ao realizar um experimento, em que se estimulava a superfície do cérebro com correntes elétricas, Sherrington com um tronco cerebral cortado transversalmente de um gato, notou algo peculiar chamado de cataleptoide, em que os reflexos oculares e de deglutição são mantidos. Então ele percebeu uma excelente preparação tônica do músculo extensor do joelho do animal na qual dependia da resposta dos nervos da coluna vertebral e medula espinhal.
Este experimento também contribuiu para o estudo da ação reflexa da marcha, ele observou que ao tocar a pata no chão, os músculos extensores do gato ficavam ativos e todas as  suas articulações eram colocadas em extensão enquanto os flexores do mesmo lado eram reflexamente inativos. Tal qual está associado ao caráter coordenativo do tônus reflexo ligado aos músculos colocam o animal em pé numa ação antigravitária, o que levou a concluir que o tônus reflexo era uma contração postural. Suas deduções fundamentadas em provas circunstanciais estabeleceu o real conhecimento do Tônus Muscular concluindo que o tônus era um reflexo verdadeiro que dependia da integridade do suprimento nervoso aferente do músculo tônico.